# Giovana Madalosso
Giovana Madalosso (Curitiba, 1975) é uma escritora brasileira.

## Biografia
Graduada em Jornalismo pela UFPR, trabalhou como redatora publicitária e radicou-se em São Paulo. Enfrentou a resistência das editoras ao tema do seu livro de estreia, A Teta Racional, cujos contos abordavam a sua experiência de maternidade e amamentação. A Teta Racional foi finalista do Prêmio Clarice Lispector de 2017.
Suíte Tóquio, finalista do 63.º Prêmio Jabuti na categoria Romance Literário, foi seu primeiro livro traduzido para o espanhol e o inglês.
Ao lado de Natalia Timerman e Paula Carvalho, aproveitou a Feira do Livro de São Paulo, em 2022, para reunir mais de 400 mulheres escritoras no Pacaembu para o evento Um Grande Dia em São Paulo, inspirada na foto histórica Um Grande Dia no Harlem. O evento se espalhou por outras 50 cidades, com quase 1.700 autoras se reunindo para fotos e mapeando a literatura produzida por mulheres no Brasil. Em 2020, foi uma das organizadoras do Memorial Inumeráveis, um projeto que homenageia as vítimas da pandemia de Covid-19 no Brasil, contando suas histórias. Desde janeiro de 2023 é colunista do jornal Folha de S.Paulo.
Em 2023, ganha o Prémio Literário Manuel de Boaventura, atribuído pelo município de Esposende  com a obra "Tudo pode ser roubado".

## Obras
- 2016 - A Teta Racional (Grua)
- 2018 - Tudo Pode Ser Roubado (Todavia)
- 2019 - Suíte Tóquio (Todavia)
  - Em espanhol: Suite Tokio (Tusquets, Colômbia, 2021)[15]
- 2025 - Batida Só (Todavia)[16]